# Вояджер (кратер)
Вояджер (англ. Voyager) — небольшой марсианский ударный кратер, расположенный на плато Меридиана. Координаты кратера — 1°59′51″ ю. ш. 5°30′48″ з. д. / 1,9976417° ю. ш. 5,5134556° з. д.. Кратер посетил марсоход «Оппортьюнити» 3-7 апреля 2005 года (424-428 сол). Диаметр кратера составляет порядка 20 метров. Кратер находится в 173 м южнее от кратера Кнорр, в 116 м южнее кратера Викинг, и в 946 м от крупного (относительно близлежащих кратеров) кратера Эребус. На севере, в 947 м от него находится небольшой кратер Джеймс Кэрд, который также посетил марсоход. Исследования кратера ограничились его визуальным осмотром (научной ценности не представлял). «Оппортьюнити» простоял у данного кратера 4 сола, делая панорамы местности, осмотр поверхности крупным планом, а также неоднократные попытки заснять облака на марсианском небосводе, успехом которые не увенчались (облаков как таковых нет, или они не различимы на снимках).

Кратер Вояджер, снятый с борта марсохода «Оппортьюнити» 2 апреля 2005 года (423 сол). Справа видны следы, оставленные марсоходом, а также кромка кратера Викинг.

| |                                                                          |
| Вид на марсианский горизонт (приблизительно истинные цвета). Внизу виден фрагмент кратера данного кратера | Поверхность Марса вблизи кратера Вояджер (приблизительно истинные цвета) |